# 边章五
边章五（1900年4月29日—1954年2月9日），又名边荣浩，曾用名边慎斋，河北省束鹿县人。中国共产党军事将领，中华人民共和国外交官。
边章五于1931年参加宁都起义，在红五军团任师长，后长期在军委工作，参与长征。抗日战争期间，任八路军高级参议、南方局军事组组长，在武汉、重庆从事中共统战工作，后回延安继续在军委工作。第二次国共内战时期，在苏占旅大地区负责军工生产，后任辽宁省军区司令员。中华人民共和国成立后，任中国驻苏联大使馆武官、中国人民志愿军第二十三兵团副司令员兼参谋长，参与朝鲜停战谈判。1954年在北京病逝。

## 生平

### 早年生涯
1922年，边章五毕业于保定陆军军官学校，分配到冯玉祥的西北军，历任排长、连长、营长、团长等职，1928年任旅参谋长。1930年，边章五所在部队被编入国民革命军第二十六路军，任第80旅参谋长。
1931年12月，边章五参与宁都起义，加入中国工农红军，先后任红五军团红十四军第四十师师长、第三十七师师长。1932年，边章五由程子华、黄火青介绍，加入中国共产党，率部参加了赣州战役、漳州战役、水口战役。1932年7月起，边章五历任中央军委作战科科长、教育科长，中央军事政治学校军事教官，东南战地总指挥部作战科长。1933年，任中央军委作战局、训练局参谋、局长。长征前夕，因为党内斗争，边章五被内定处决，但在叶剑英的力保下得以免遭灾难。
1934年10月，边章五参与长征。遵义会议后，任军委五科（局）科长、一局局长。1936年9月，随叶剑英、彭雪枫、潘汉年等潜入西安与张学良、杨虎城联络。1936年11月起，任红军大学司令部一科科长、延安城防司令员。

### 抗日战争与第二次国共内战时期
1937年起，边章五历任中共中央长江局、南方局担任军事组组长。1938年春，边章五代表八路军120师参加国民政府军事委员会在武汉召开的全国师以上参谋长联席会议，挂少将军衔。1938年11月，参与南岳衡山游击干部训练班，任军事教官。1940年秋，与周恩来的翻译兼机要秘书陈婉文结婚。1941年2月，边章五率100余人（其中包括李鹏）返回延安。此后，历任军委四局局长，中央情报部第三室副主任，军委一局局长、军委办公室副主任。边章五是中共七大正式代表。
抗日战争胜利后，边章五调晋冀鲁豫边区。1945年11月，边章五任晋冀鲁豫国防工业部副部长。1946年1月，任军事调处执行部长春分部中共谈判代表。1946年11月起，边章五任旅大公安总局代局长兼警察学校校长及地委军工生产委员会主任、中共旅大地委社会部部长。1948年7月起，历任辽宁省军区副司令员、司令员，率军区部队配合辽沈战役。1949年4月，任辽东省军区司令员。

### 中华人民共和国成立后
中华人民共和国成立后，边章五出任中华人民共和国驻苏联大使馆首任武官，挂中将军衔，协助王稼祥处理对苏外交工作。1951年入朝作战，任中国人民志愿军第二十三兵团副司令员兼参谋长，志愿军修建委员会副主任兼指挥部部长。1951年10月，边章五任朝中停战代表团中方代表，参与朝鲜停战谈判，直至1953年4月26日。荣获朝鲜民主主义人民共和国二级自由独立勋章、二级国旗勋章。
1954年2月9日，边章五因肝癌在北京逝世。